# Bartolomé Calatayud
Bartolomé Calatayud, mallorquinisch Bartumeo Calatayud Certá (* 8. September 1882 in Palma; † 11. April 1973 ebenda) war ein spanischer Komponist, Gitarrist und Gitarrenlehrer aus Mallorca.

## Leben
Calatayud studierte Gitarre bei Antonio Mestres und Komposition bei D. Antonio Noguera. 1899 erhielt Calatayud das Diploma de Honor de 1ª Clase des Centro Instructivo Obrero in Palma de Mallorca für seine herausragend musikalischen Fähigkeiten auf der Gitarre. Seine Lehrer in Palma waren Antonio Alemany Palmer und Antonio Mestres Gómez. 
Kurz nach 1900 reiste er nach Valencia, wo er auf Francisco Tárrega traf, der ihn wohl auch unterrichtete. Neben Tárrega wurde Calatayuds Kompositionsstil vor allem durch Fernando Sor beeinflusst. In der Folgezeit gab Calatayud zahlreiche Solokonzerte, auf den Balearen, aber auch in Europa und Nordafrika. 1940 wurde er Direktor der Seccion Femenina in Palma. 
Calatayud gilt als einer der wichtigsten Verbreiter der balearischen Folklore auf der Gitarre. Zu seinen bekanntesten Stücken zählt das Cancion de Cuna (Wiegenlied aus den Cuatro Piezas Faciles Para Guitarra).

## Werke (Auswahl)
- Vals
- Cancion De Cuna
- Romanza
- Pasodoblillo
- Cajita de Musica
- Divertimento
- Melodia
- Boceto Andaluz
- Gavotta
- Danza
- Minueto
- Mazurka
- Caramba!
- Canconeta
- Lamento Gitano - Soleá
- Fandanguillo
- Bulerias
- Suite Antiqua - Andante
- Suite Antiqua - Zarabanda
- Suite Antiqua - Pavana
- Suite Antiqua - Minueto
- Suite Antiqua - Rondino
- Bolero
- El Majo
- Bagatela
- Gavota
- Muntanyes Regalades
- La Preso De Lleida
- La Pastoreta
- Triptico Para Una Dama - Bondad
- Triptico Para Una Dama - Simpatia
- Triptico Para Una Dama - Alegria
- Vals Y Mazurka - Vals
- Vals Y Mazurka - Mazurka
- Sonatina No. 1
- Sonatina No. 2
- Nostalgia
- Estampa Gitana
- Una Caricia
- Guarjirita - Sobre Temas Populares